# Jüdischer Friedhof (Dowhe, Chust)
Koordinaten: 48° 21′ 43,6″ N, 23° 16′ 49,3″ O

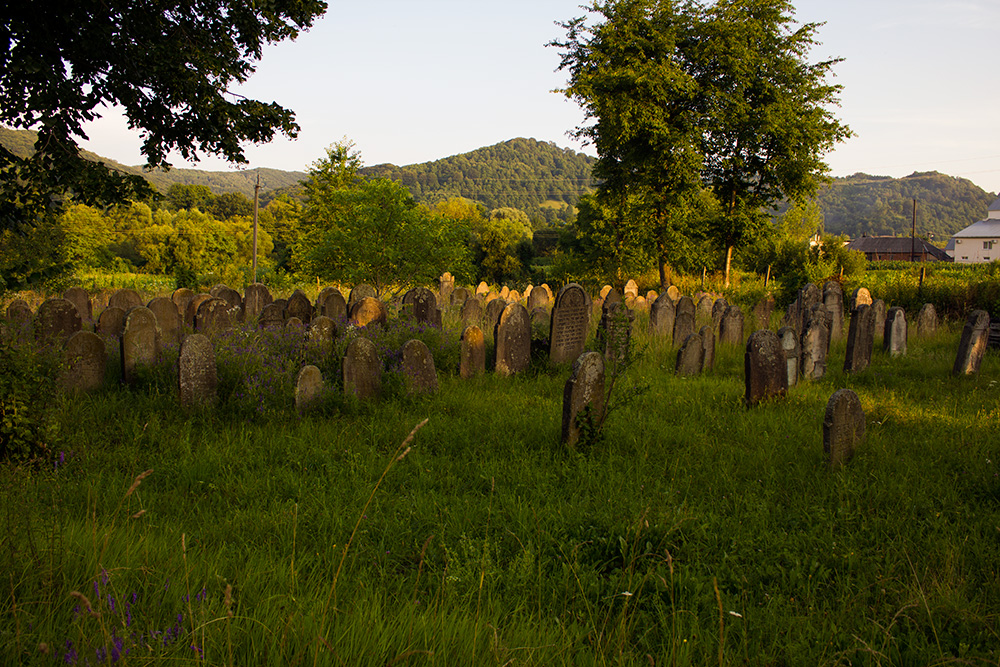
Jüdischer Friedhof Dowhe (Chust) (2012)

Der Jüdische Friedhof Dowhe liegt im Dorf Dowhe im Rajon Chust in der Oblast Transkarpatien im Süden der Westukraine. Auf dem jüdischen Friedhof sind zahlreiche gut erhaltene Grabsteine vorhanden.